# Закон о банкротстве 1898 года
Закон о банкротстве 1898 года, известный также как Закон Нельсона (англ. Bankruptcy Act of 1898) — закон США, принятый Конгрессом и подписанный президентом Уильямом Мак-Кинли 1 июля 1898 года, регулирующий банкротство, чтобы дать компаниям возможность быть защищёнными от кредиторов. Был представлен в Сенате сенатором Кнутом Нельсоном. Предыдущие попытки принять федеральные законы о банкротстве длились, по большей части, несколько лет.
Согласно данному закону федеральные окружные суды действовали как «суды по делам о банкротстве». Окружные суды назначили «арбитров по делу о банкротстве», которые выполняли большую часть судебной и административной работы. Судьи получали вознаграждение на гонорарной основе до 1946 года, когда это было изменено на заработную плату. Для подтверждения соглашения о соглашении вместо ликвидации требовалось согласие кредитора большинством и большинством по стоимости требований, а также одобрение суда как отвечающего наилучшим интересам кредиторов. Закон 1898 года содержал более щедрые положения об освобождении должника, чем в предыдущем законе о банкротстве, но разрешал должнику требовать освобождения только в соответствии с законодательством штата.
Закон о банкротстве 1898 года был вскоре существенно изменён новым законом о банкротстве 1938 года.